# Tornadofamilie

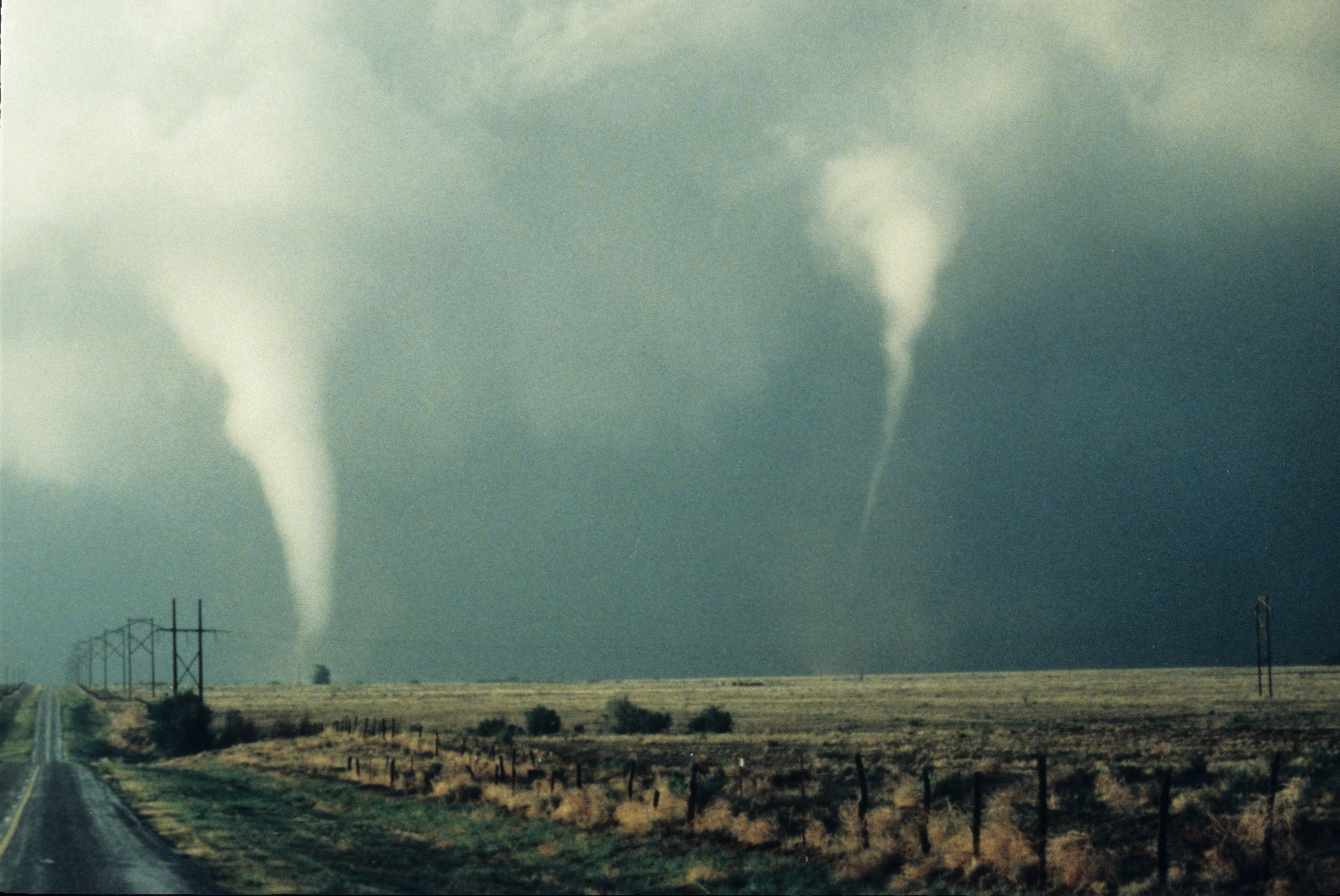
Tweelingtornado's voortgekomen uit dezelfde supercel op de Great Plains op 28 september 2010

Een tornadofamilie is een serie tornado's voortgebracht door dezelfde supercel. Deze families vormen een lijn van opeenvolgende of parallelle tornadopaden en kunnen een korte spanne of een grote afstand afleggen. Tornadofamilies worden soms aangezien voor een ononderbroken tornado, in het bijzonder vóór de jaren 1970. Soms kunnen de tornadopaden elkaar overlappen en is er deskundige analyse nodig om te bepalen of de schade is aangericht door een familie of een individuele tornado. In sommige gevallen kunnen de verschillende tornado's in een familie zich samenvoegen, die de vaststelling of het een individuele tornado was of een familie nog lastiger maken.
Sommige schade door tornado's blijft tot op de dag van vandaag een mysterie door gebrek aan bewijs. De Tri-State Tornado op 18 maart 1925 was zo'n tornado. Het kan zowel de langst levende tornado zijn geweest, als een familie van tornado's. Nieuwe heranalyse suggereert dat het een individuele continue tornado was, hoewel vele andere lange tornadopaden later een familie van tornado's bleken te zijn. 